# Мері Шеллі
Ме́рі Ше́ллі (англ. Mary Shelley, народжена Мері Волстонкрафт Годвін (англ. Mary Wollstonecraft Godwin); 30 серпня 1797 — 1 лютого 1851) — англійська романістка, автор оповідань, драматург, есеїстка, біограф. Найбільш прославилась як автор готичного роману Франкенштайн, або Сучасний Прометей. Вона редагувала твори, сприяла творчості свого чоловіка, поета-романтика і філософа Персі Біші Шеллі. Після смерті чоловіка опікувалася публікаціями його творів. Батько Вільям Ґодвін — політичний філософ, мати Мері Волстонкрафт — філософ.
Мати Мері померла від післяпологового сепсису через десять днів після її народження. Вільяму Годвіну довелося самому виховувати Мері та її трирічну єдиноутробну сестру Фанні Імлей, дочку Мері Волстонкрафт і американського бізнесмена і літератора Ґілберта Імлея. Ґодвін забезпечив свою дочку блискучою, хоча й неофіційною, освітою, і заохочував її дотримуватися своєї ліберальної політичної теорії. Коли Мері було чотири роки, її батько одружився з сусідкою, зі своєю мачухою вона згодом перебувала у важких стосунках.
1814 року Мері розпочала роман з одним із політичних послідовників її батька, Персі Біші Шеллі, що вже був одружений. Мері, її зведена сестра Клер Клермонт та Шеллі поїхали до Франції і подорожували Європою. Коли вони повернулись до Англії, Мері вже була вагітна від Персі. Впродовж наступних двох років вони з Персі пережили остракізм, постійні борги та смерть своєї передчасно народженої дочки. Вони одружилися наприкінці 1816 року, після самогубства першої дружини Шеллі, Гаррієт.
У 1816 році, подружжя хвацько провело літо з Лордом Байроном, Джоном Вільямом Полідорі і Клер Клермонт поблизу Женеви (Швейцарія), де у Мері зародилася ідея роману «Франкенштейн». Подружжя Шеллі покинуло Британію і 1818 року вирушило до Італії. Там померла друга і третя їхня дитина, потім Мері Шеллі народила свою останню і єдину, що вижила дитину, Персі Флоренс Шеллі. 1822 року Персі Біші Шеллі загинув, коли його човен затонув під час шторму поблизу В'яреджо. Рік по тому Мері Шеллі повернулася до Англії й відтоді присвятила себе вихованню сина і кар'єрі професійної письменниці. Останнє десятиліття її життя було затьмарене хворобою, ймовірно спричиненою пухлиною мозку, від якої письменниця померла у віці 53 років.
До 1970-х років Мері Шеллі була відомою здебільшого завдяки зусиллям щодо публікації праць свого чоловіка, а також її романові «Франкенштейн», який дотепер має широку читацьку аудиторію і надихнув на створення багатьох театральних постановок та екранізацій. Нещодавні дослідження дозволили отримати повніше уявлення про досягнення Мері Шеллі. Вчені все більше цікавляться її літературним доробком, до якого належать історичні романи Вальперга (1823) і Перкін Уорбек (1830), постапокаліптичний роман Остання людина (1826), а також останні два романи Lodore (1835) і Фолкнер (1837). Дослідження її менш відомих робіт, як-от книга подорожей Мандри по Німеччині та Італії (1844) та біографічні статті для Кабінетної енциклопедії (1829-46) Діонісіуса Ларднера, підкріплюють думку, що Мері Шеллі залишалася політичною радикалкою упродовж усього життя. У своїх творах Мері Шеллі часто стверджувала, що співпраця і співчуття, особливо, як це практикують жінки в родині, були шляхами реформування громадянського суспільства. Цей погляд був прямим викликом індивідуалістичному романтичному духові творчості її чоловіка Персі Шеллі та просвітницьким політичним теоріям, озвученим її батьком, Вільямом Годвіном.

## Життєпис

### Раннє життя

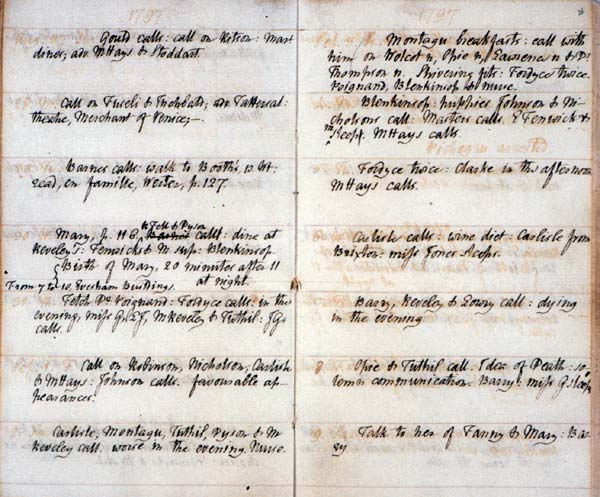
Сторінка з журналу Вільяма Ґодвіна, на якій він зафіксував «народження Мері, через 20 хвилин після 11-ї години ночі» (ліва колонка, четвертий запис)

Мері Шеллі народилася під ім'ям Мері Волстонкрафт Ґодвін 30 серпня 1797 року в Сомерс-Тауні (Лондон). Вона була другою дитиною феміністської філософині, педагога і письменниці Мері Волстонкрафт, і першою дитиною філософа, письменника і публіциста Вільяма Ґодвіна. Волстонкрафт померла від пологового сепсису невдовзі після народження Мері. Ґодвін залишився виховувати Мері разом з її старшою сестрою, Фанні Імлей, дитиною Волстонкрафт від американського спекулянта Гілберта Імлея. Через рік після смерті Волстонкрафт, Ґодвін опублікував свої Мемуари автора Захисту прав жінки (1798), які він задумав як щиру і жалісливу данину. Однак, оскільки Мемуари викрили особисте життя Волстонкрафт та її незаконнонароджене дитя, то їх сприймали як шокуючі. Мері Ґодвін читала ці мемуари, а також книжки свої матері, і була вихована, щоб плекати пам'ять про неї.
Ранні роки життя Мері були щасливі, судячи з листів домробітниці і медсестри Вільяма Ґодвіна, Луїзи Джонс. Але Ґодвін був часто в глибоких боргах; і відчуваючи, що не зможе поставити дітей на ноги сам, він спробував знайти другу дружину. У грудні 1801 року він одружився з Мері Джейн Клермонт, добре освіченою жінкою з двома її власними маленькими дітьми — Чарлзом і Клер.. Більшість друзів Ґодвіна не любили його нову дружину, описуючи її як запальну і склочну;, але Ґодвін був відданий їй, і шлюб був успішним. Мері Ґодвін, з іншого боку, зненавиділа мачуху. Біограф Вільяма Ґодвіна 19-го століття С. Кеган Пол пізніше припустив, що місіс Ґодвін була упередженою на користь своїх дітей перед дітьми Мері Волстонкрафт.
Спільно подружжя Ґодвінів заснувало видавничу фірму під назвою М. Дж. Ґодвін, яке продавало дитячі книги, а також канцтовари, мапи та ігри. Однак бізнес не приносив прибутку, і Ґодвін був змушений позичати значні суми, щоб утримувати його на плаву. Він продовжував брати кредити, щоб погасити раніше взяті кредити, а це ще більше погіршувало його становище. До 1809 року Ґодвінів бізнес був близький до провалу, і письменник був «майже у відчаї». Ґодвіна врятували від в'язниці для боржників ентузіасти філософії, такі як Френсіс Плейс, які позичили йому гроші.

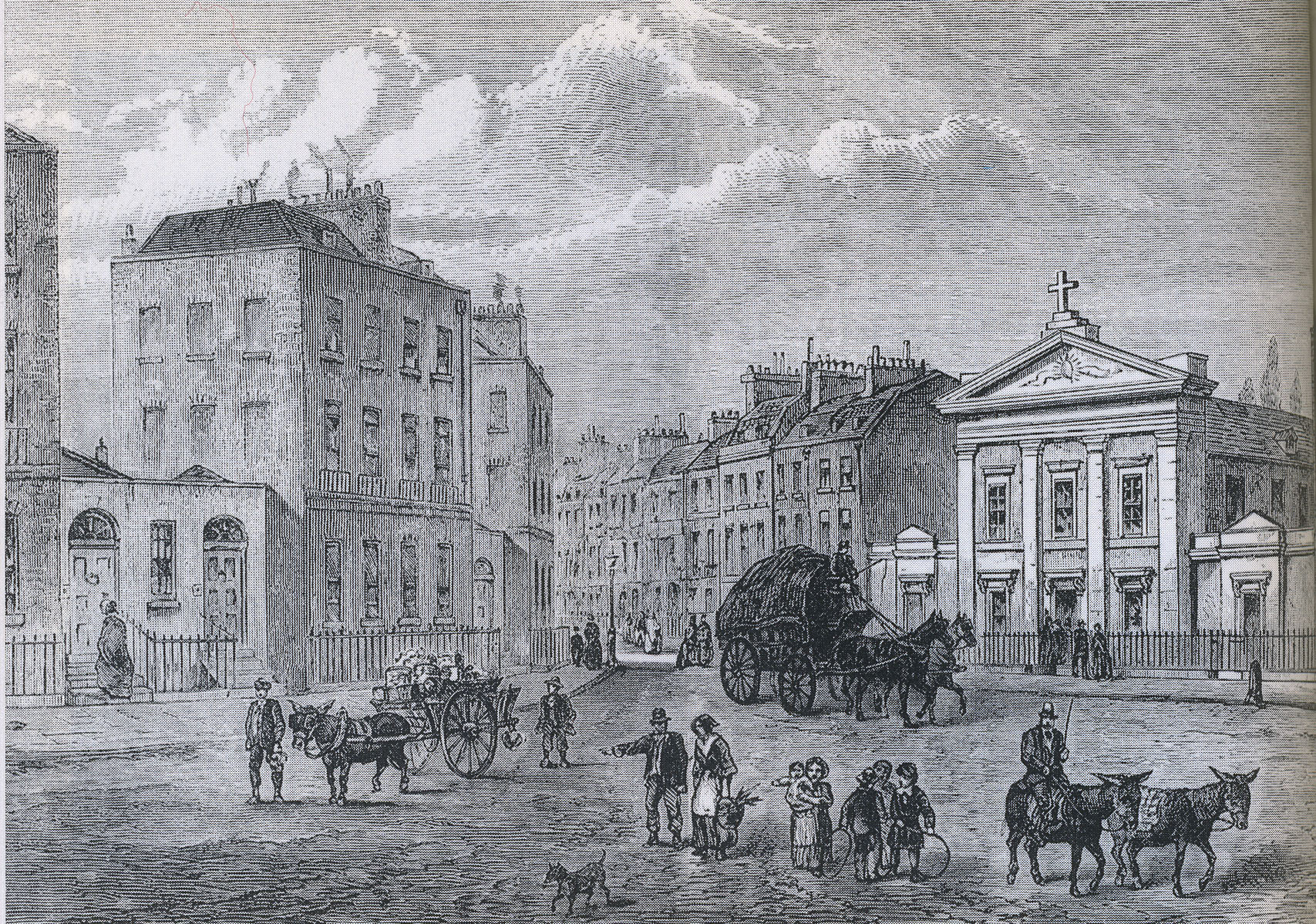
Полігон (ліворуч) у Сомерс-Тауні (Лондон), між Камден-Тауном і Сент-Панкрас, де Мері Ґодвін народилася і провела перші роки свого життя

Хоча Мері Ґодвін не здобула повної формальної освіти, але батько познайомив її з широким колом предметів. Він часто брав дітей на освітні екскурсії, і вони мали доступ до його бібліотеки, а також бачили багатьох інтелектуалів, які відвідували його, зокрема поета-Романтика Семюела Тейлора Коліджа і колишнього віце-президента США Аарона Берра. Ґодвін зізнався, що не виховував дітей відповідно до філософії Мері Волстонкрафт, як описано в її працях, таких як На захист прав жінки (1792), але попри це Мері Ґодвін здобула незвичайну і просунуту освіту як для дівчини того часу. Вона мала гувернерку, щоденного репетитора, і прочитала в рукописах багато книг свого батька для дітей про історії Риму та Греції. Упродовж шести місяців 1811 року вона також відвідувала школу-інтернат у Рамсґейті. Батько описував її в 15 років як «винятково сміливу, трохи владну і володарку допитливого розуму. Її жага знань велика, а її завзятість у всьому, за що вона береться, майже непереможна.»
У червні 1812 року батько послав Мері трохи пожити з диссентерською сім'єю радикала Вільяма Бакстера, неподалік від Данді (Шотландія). Бакстерові він написав: «Я б страшенно хотів, щоб вона була вихована як філософ, ба більше як цинік.» Науковці припускали, що він її відправив далеко від дому з міркувань здоров'я, щоб віддалити від суєти бізнесу, або познайомити з радикальною політикою. Мері Ґодвін насолоджувалася просторими околицями дому Бакстера в компанії його чотирьох дочок. І вона повернулася на північ  ще на 10 місяців влітку 1813 року. У введенні до Франкенштейна 1831 року вона згадує: «Я вже писала тоді, але якісь зовсім тривіальні речі. І це було саме в тіні дерев на землях, які належали до нашого дому, або ж на похмурих безлісих схилах гір неподалік, коли мої справжні композиції, повітряні польоти моєї уяви, народжувалися і плекалися.»

### Персі Біші Шеллі

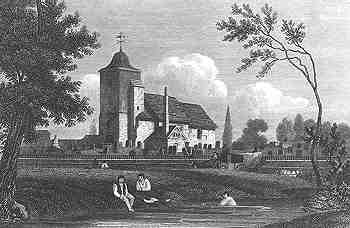
26 червня 1814 року Мері Ґодвін оголосила свою любов до Персі Шеллі на могилі Мері Волстонкрафт на кладовищі Сент-Панкрас Стара церква.

Мері Ґодвін, ймовірно, вперше зустріла радикального поета-філософа Персі Біші Шеллі в проміжку між двома її перебуваннями в Шотландії. До того часу, коли вона 30 березня 1814 року вдруге повернулася додому, Персі Шеллі віддалився від дружини і став регулярно відвідувати Ґодвіна, якого він погодився врятувати від заборгованості. Радикалізм Персі Шеллі, зокрема його економічні погляди, які він засвоїв з праці Вільяма Ґодвіна Політична справедливість (1793), віддалив письменника від його багатої аристократичної сім'ї: вони хотіли, щоб він дотримуватися традиційної поведінки земельної аристократії, а він хотів жертвувати значну частину сімейного статку на допомогу знедоленим. Тож Персі Шеллі було важко отримати доступ до грошей, допоки не отримає свою частину спадку, тому що його родина не хотіла, щоб він витрачав гроші на «політичну справедливість». Після декількох місяців обіцянок, Шеллі оголосив, що він або не може або не хоче погасити всі борги Ґодвіна. Ґодвін був злий і відчував себе зрадженим.
Персі почав зустрічатися з Мері таємно на могилі її матері Мері Волстонкрафт на цвинтарі Сент-Панкрас, і вони полюбили один одного; їй було майже 17, йому майже 22. 26 червня 1814 року Персі Шеллі і Мері Ґодвін заявили про свою любов один до одного. Тоді Шеллі оголосив, що він не може приховати своєї «полум'яної пристрасті», а це підштовхнуло Мері в «момент піднесення і захвату» сказати, що вона має такі самі почуття; цього дня або ж наступного Мері Ґодвін позбулася невинності з Шеллі, що за переказами сталося на кладовищі. Ґодвін описувала, що її приваблює «дика, інтелектуальна, неземна зовнішність» Шеллі. До жаху Мері її батько не схвалював цього кохання й намагався зірвати стосунки між закоханими, що врятувати «незаплямовану честь» своєї дочки. Приблизно тоді ж батько Мері дізнався про неспроможність Шеллі розплатитися за його боргами. Мері, яка пізніше писала про свою «надмірну і романтичну прихильність до батька», була в збентеженні. Вона бачила Персі Шеллі як втілення ліберальних та реформаторських ідей, які її батько висловлював у 1790-х роках, особливо думки Ґодвіна про шлюб, як про репресивну монополію. Він стверджував про це у виданні Політичної справедливості 1793 року, але відтоді прибрав. 28 липня 1814 року закохані втекли і таємно виїхали до Франції, взявши зведену сестру Мері, Клер Клермонт, з собою, але залишивши вагітну дружину Персі.
Вони переконали Мері Джейн Ґодвін, яка переслідувала їх до Кале, що не хочуть повертатися, і трійця вирушила до Парижа, а потім, ослами, мулами, возами і ногами, через нещодавно розорену війною Францію до Швейцарії. Ґодвін писала про францію 1814 року: «Відчай жителів, чиї будинки були спалені, їхня худоба убита, а все багатство знищене, вставив жало в мою відразу до війни…». Під час подорожі Мері і Персі читали твори Мері Волстонкрафт та інших, вели спільний журнал і продовжували писати свої власні твори. У Люцерні відсутність грошей змусила трійцю повернути назад. Вони вирушили вниз по Рейну, а потім суходолом у голландський порт Масслейс. 13 вересня 1814 року вони прибули в англійське місто Грейвзенд (Кент).

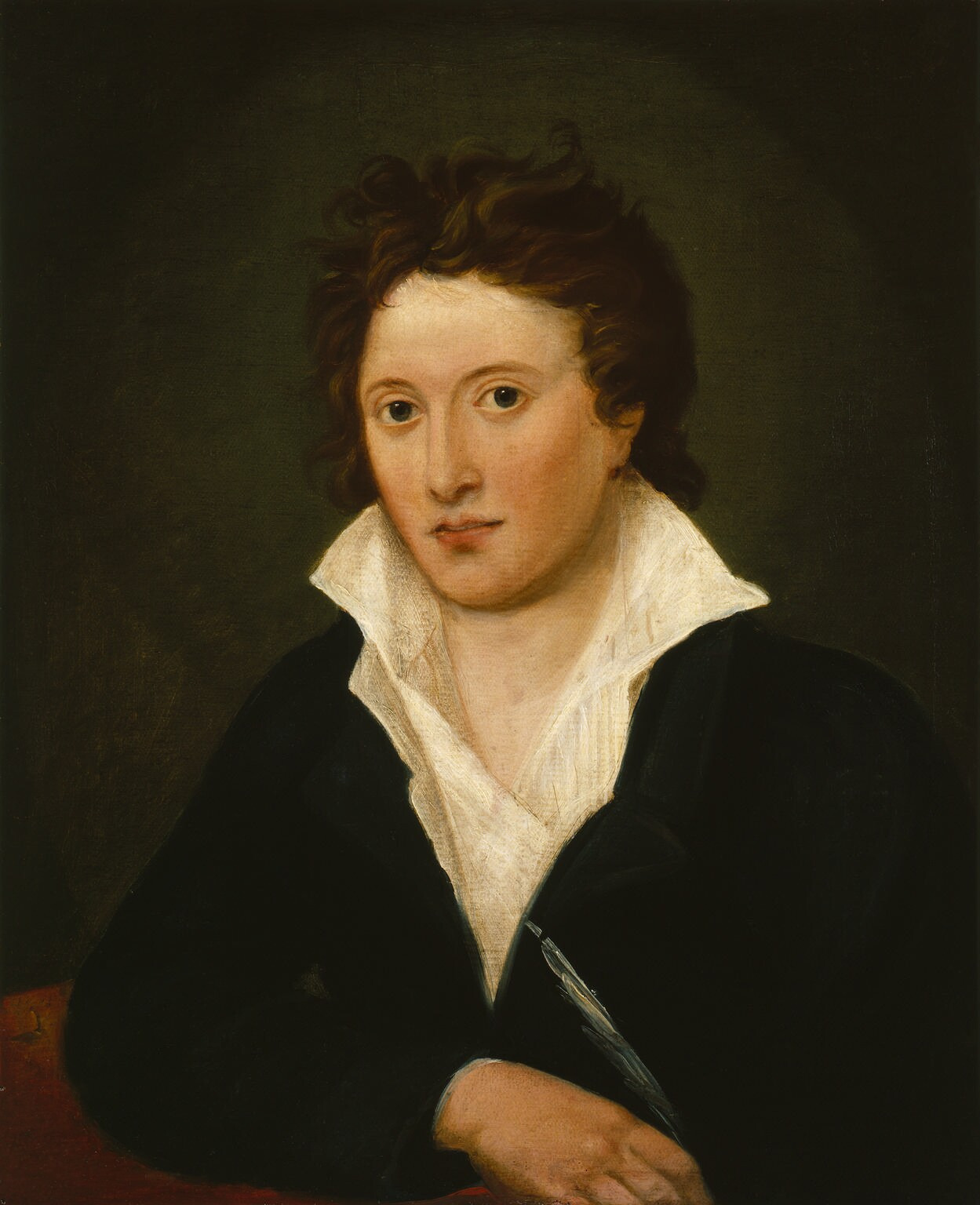
Радикалізм праці Ґодвіна Політична справедливість (1793) надихнув Персі Біші Шеллі. Коли поет Роберт Сауті зустрів Шеллі, він відчував, як ніби бачив себе з 1790-х років. (портрет пензля Амелії Каррен, 1819.)

Те, що очікувало Мері Ґодвін в Англії було повне ускладнень, деякі з них вона не передбачала. Десь під час подорожі, або ще до неї, вона завагітніла. Вона і Персі тепер опинилися без грошей, і, на щирий подив Мері, її батько відмовився мати з нею будь-які справи. Разом з Клер пара переїхала до помешкання в Сомерс-Таун, а пізніше — на площу Нельсон. Вони продовжували багато читати і писати, і проводили час разом з друзями Персі Шеллі, такими як Томас Джефферсон Гогг і письменник Томас Лав Пікок. Персі Шеллі іноді ненадовго полишав дім, щоб ухилитися від кредиторів. Знавіснілі листи закоханих одного до одного віддзеркалюють їх біль під час цих розлук.
Вагітна і часто хвора Мері Ґодвін мала якось впоратися з радістю Персі щодо народження його сина від Гаррієт Шеллі наприкінці 1814 року і його постійними відлучками з Клер Клермонт. Шеллі і Клермонт майже напевно були коханцями, що викликало неабиякі ревнощі з боку Мері Ґодвін. Шеллі сильно образив Ґодвін одного разу, коли під час прогулянки в сільській місцевості Франції, він запропонував, щоб вони обидва поринути в потік голими, а це образило її принципи. Її частково втішали візити Гогга, якого вона спочатку не любила, але незабаром вважала близьким другом. Персі Шеллі, здається, хотів, щоб Мері Ґодвін і Гогг стали коханцями; Мері не відкидала цю думку, оскільки в принципі вірила у вільне кохання. Однак, на практиці вона любила тільки Персі Шеллі і, здається, не пішла з Хоггом далі флірту. 22 лютого 1815 вона народила дівчинку на два місяці раніше очікуваного терміну. Не очікувалося, що дитина виживе. 6 березня вона написала Гоггу:
Мій дорогий Гогг, моя дитина мертва — чи ти прийдеш до мене коли матимеш змогу? Я хочу бачити тебе. Вона себе чудово почувала коли я лягла спати. Коли прокинулася вночі, щоб дати їй посмоктати, то виявилося, що вона спить так тихо, що я б не розбудила її. Вона була мертвою, але ми це з'ясували лише вранці. Судячи з її вигляду, вона очевидно померла в судомах. Приходь, ти такій спокійний, а Шеллі боїться молочної гарячки, оскільки я більше не матір.
Втрата дитини викликала гостру депресію в Мері Ґодвін, під час якої її переслідували марення дитини, але вона знову зачала і відійшла до літа. Разом з покращенням фінансового становища Персі Шеллі після смерті діда, сера Біші Шеллі, подружжя провело відпустку в Торкі, а потім орендувало двоповерховий котедж у Бішопсгейт, на краю Великого Віндзорського Парку. Про цей період в житті Мері Ґодвін відомо мало, оскільки її журнал з травня 1815 року по липень 1816-го загубився. У Бішопсгейт Персі написав свою поему Аластор; а 24 січня 1816 року Мері народила другу дитину, сина Вільяма, названого так на честь її батька, який незабаром дістав прізвисько «Willmouse». У своєму романі Остання людина вона пізніше уявила Віндзор як сад Едему.

### Женевське озеро іФранкенштейн

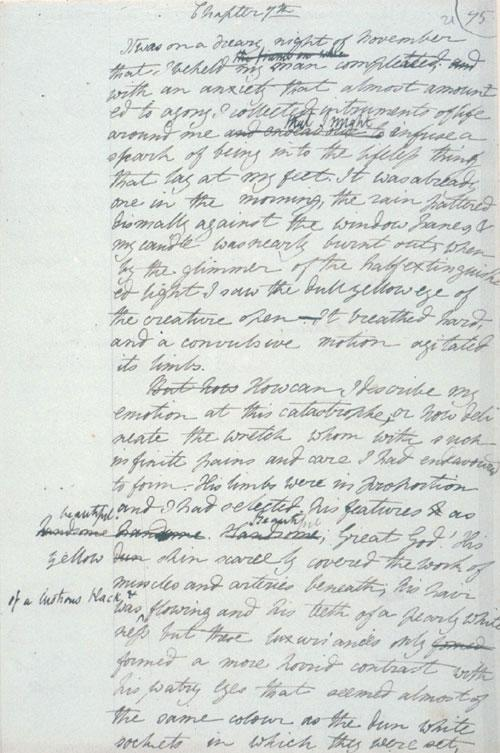
Проект «Франкенштейн» («It was on a dreary night of November that I beheld my man completed …»)

У травні 1816 року Мері Ґодвін, Персі Шеллі і їх син поїхали в Женеву разом з Клер Клермонт. Вони збиралися провести літо з поетом Лордом Байроном, чий останній роман з Клер призвів до її вагітності. Компанія прибула до Женеви 14 травня 1816 року. Тоді Мері вже називала себе «місіс Шеллі». Байрон приєднався до них 25 травня зі своїм молодим лікарем Джоном Полідорі, і орендував Віллу Діодаті, неподалік від Женевського озера у селі Колоньї; Персі Шеллі орендував менший будинок під назвою Мезон Шапюї на набережній неподалік. Вони проводили свій час в написанні власних творів, прогулянках на човні по озеру і розмовах до пізньої ночі.
«Літо було мокре і непривітне», пригадувала Мері Шеллі 1831 року, «і безперервний дощ часто ув'язнював нас у будинку цілими днями». Сидячи біля каміна на віллі Байрона, компанія розважала себе розказуванням німецьких оповідань про привидів, що спонукало Байрона запропонувати, щоб «кожен написав розповідь про привида». Неспроможна придумати історію, юна Мері Ґодвін стала тривожною: «Ти придумала історію? — чула я щоранку, і щоранку була змушена відповісти негативно, що мене дуже ображало.» Одного вечора в середині червня учасники дискусії звернулися до природи принципу життя. «Можливо, труп колись можна буде оживити», зазначила Мері, «гальванізм подає ознаки таких речей». Після півночі всі розійшлись спати. Мері не могла заснути. Вона стала одержимою своєю уявою, коли побачила зловісні жахи свого «сну наяву», свою історію про привидів:
I saw the pale student of unhallowed arts kneeling beside the thing he had put together. I saw the hideous phantasm of a man stretched out, and then, on the working of some powerful engine, show signs of life, and stir with an uneasy, half vital motion. Frightful must it be; for supremely frightful would be the effect of any human endeavour to mock the stupendous mechanism of the Creator of the world.
Вона почала писати те, що спочатку задумувала як коротку розповідь. За підтримки Персі Шеллі, вона розширила цю оповідь до свого першого роману, Франкенштейн, або Сучасний Прометей, опублікованого в 1818 році. Вона згодом описала те літо в Швейцарії, як момент «коли я вперше вийшла з дитинства в життя». Історію белетризували кілька разів і вона стала основою для цілої низки фільмів.
У вересні 2011 року астроном Дональд Олсон, після відвідування вілли на Женевському озері за рік до того, і вивчення даних про рух Місяця і зірок, прийшов до висновку, що її сни наяву відбулися «між 2-ю і 3-ю годинами ночі» 16 червня 1816 року, через кілька днів після появи задуму Лорда Байрона, написання історій про привидів.

### АвторствоФранкенштейна
Є розбіжності щодо авторства Франкенштейна, оскільки і Мері і її чоловік співпрацювали над історією. Розмір внеску Персі Шеллі в роман невідомий. Оскільки «Франкенштейн» опубліковано анонімно 1818 року, то читачі і критики сперечалися про його походження і внесок двох Шеллі до книги. Існують розбіжності у виданнях 1818, 1823 і 1831 років, і Мері Шеллі писала, що передмова до першого видання була роботою Персі «наскільки я можу згадати.» Джеймс Рігер прийшов до висновку, що «допомога Персі на кожному етапі виробництва книги була настільки великою, що він не знає, слід розглядати його як редактора чи співавтора з деяким внеском», тоді як Енн К. Меллор пізніше стверджувала, що Персі тільки «виправив багато технічних правок і кілька разів уточнив і тематичну безперервність тексту». Чарльз Е. Робінсон, редактор факсимільного видання рукописів Франкенштейна, прийшов до висновку, що внесок Персі до книги «був не більшим, ніж те, що більшість видавців, редакторів радять новим (або старим) авторам або ж, насправді, що колеги радять один одному читаючи роботи інших авторів під час написання.»

### Бат і Марлоу
Після повернення в Англію у вересні Мері і Персі переїхали з Клер Клермонт, яка оселилася поруч, до Бата, де вони сподівалися зберегти вагітність Клер у секреті. У Колоньї Мері Ґодвін отримала два листа від своєї сестри Фанні Імлей, яка жалілася на своє «нещасливе життя»; 9 жовтня Фанні написала «тривожного листа» з Бристоля, який змусив Персі Шеллі помчати на її пошуки, але безуспішно. Вранці 10 жовтня Фанні Імлей знайшли мертвою в номері готелю в Суонсі, а поруч з нею передсмертна записка і пляшечка лаудануму. 10 грудня дружину Персі Шеллі, Гаррієт, виявили втопленою в озері Серпентин у лондонському Гайд-парку. Обидва суїциди були зам'яті. Сім'я Гаррієт перешкоджали зусиллям Персі Шеллі, які повністю підтримувала Мері Ґодвін, взяти на себе опіку над двома його дітьми від Гарієт. Його адвокати порадили йому поліпшити свої справи новим одруженням; тому він і Мері, яка знову була вагітна, одружилися 30 грудня 1816 року в церкві Святої Мілдред на Бред-стріт у Лондоні. Містер і місіс Ґодвіни були присутні і шлюб закінчив сімейний розлад.
13 січня Клер Клермонт народила дівчинку, яку спочатку назвали Альба, а потім Аллегра. У березні того самого року Канцлерський суд постановив, що Персі Шеллі морально непридатний взяти на себе опіку над дітьми, а потім помістив їх у сім'ю священика. Також у березні подружжя Шеллі разом з Клер і Альбою переїхали Альбіон Гаус у Марлоу (Бакінгемшир), великий, вологий будинок на березі річки Темзи. Там 2 вересня Мері Шеллі народила третю дитину, Клару. У Марлоу вони розважалися зі своїми новими друзями Маріанною і Лі Гантом, наполегливо працювали над власними творами і часто розмовляли про політику.
Раннім літом 1817 року Мері Шеллі завершила роман «Франкенштейн», який опубліковано анонімно в січні 1818. Рецензенти і читачі припустили, що автором був Персі Шеллі, оскільки книга вийшла з його передмовою і присвячена його політичному кумирові Вільяму Ґодвіну. У Марлоу Мері відредагувала спільний журнал континентальної подорожі групи 1814 року, додавши матеріал написаний 1816 року у Швейцарії разом з віршем Персі «Монблан». Результатом стала Історія шеститижневого Туру, опублікована в листопаді 1817 року. Тієї осені Персі Шеллі часто жив далеко від дому в Лондоні, щоб уникнути кредиторів. Загроза боргової в'язниці, в поєднанні з їхнім поганим здоров'ям і страхом втратити опіку над своїми дітьми, змусила подружжя 12 березня 1818 виїхати з Англії до Італії, взявши з собою Клер Клермонт і Альбу. Вони не мали наміру колись повертатися.

### Італія

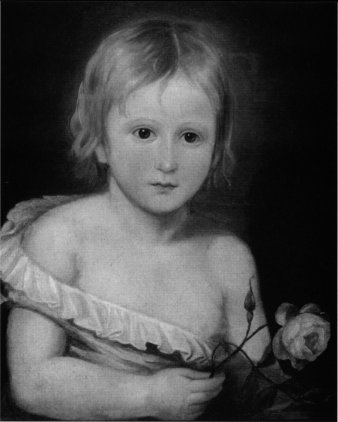
Вільям «Willmouse» Шеллі, намальований незадовго до смерті від малярії в 1819 році (портрет пензля Амелія Каррен, 1819)

Однією з перших завдань компанії по приїзду в Італію було передати Альбу Байронові, який жив у Венеції. Він погодився виховувати її «so long as Claire had nothing more to do with her». Подружжя Шеллі тоді розпочало мандрівне життя, ніколи не залишаючись на одному місці надовго. Дорогою в них назбиралося коло друзів і знайомих, які часто переїжджали з ними. Подружжя присвячувало весь свій час письму, читанню, навчанню, екскурсіям і спілкуванню. Італійська авантюра була, втім, затьмарена для Мері Шеллі смертю обох її дітей — Клари, у вересні 1818 року у Венеції, і Вільяма, в червні 1819 року в Римі. Ці втрати занурили її в глибоку депресію, яка ізолювала її від Персі Шеллі,, який писав у своїй записній книжці:
 My dearest Mary, wherefore hast thou gone,

And left me in this dreary world alone?

Thy form is here indeed—a lovely one—

But thou art fled, gone down a dreary road

That leads to Sorrow's most obscure abode.

For thine own sake I cannot follow thee

Do thou return for mine.[1]
1. ^ Цитується в Сеймур, 233.

Деякий час Мері Шеллі знаходила втіху лише в письмі. Народження її четвертої дитини, Персі Флоренса, 12 листопада 1819 року, нарешті підняло їй дух, хоча вона все ще зберігала пам'ять про померлих дітей до кінця свого життя.
Італія дала подружжю Шеллі, Байрону та іншим вигнанцям політичну свободу, недосяжну вдома. Попри асоціації Мері Шеллі з особистою втратою, Італія стала для неї «країною, яка пам'ять розмалювала як рай». Італійські роки стали часом інтенсивної інтелектуальної і творчої діяльності для подружжя Шеллі. Персі написав низку великих поем, а Мері створила автобіографічний роман «Матильда», історичний роман Вальперга, а також п'єси Прозерпіна і Мідас. Мері написала Вальпергу, щоб допомогти полегшити фінансові труднощі свого батька, оскільки Персі відмовився допомагати йому далі. Проте вона була часто хворою і схильною до депресій. Вона також вимушена була мати справу з інтересом Персі до інших жінок, наприклад, Софії Стейсі, Емілії Вівіані та Джейн Вільямс. Оскільки Мері Шеллі поділяла переконаність у невинятковості шлюбу, то між нею і чоловіками та жінками з її кола утворювалися емоційні зв'язки. Вона особливо прив'язалась до грецького революціонера принца Александроса Маврокордатоса і Джейн та Едварда Вільямсів.
У грудні 1818 року подружжя Шеллі разом з Клер Клермонт і своїми слугами вирушили на південь у Неаполь, де вони залишались упродовж трьох місяців, маючи тільки одного відвідувача, лікаря. 1820 року на їхню адресу лунали звинувачення і погрози від Паоло і Еліс Фоггі, колишніх слуг, яких Персі Шеллі звільнив у Неаполі невдовзі після того, як Фоггі одружилися. Фоггі стверджували, що 27 лютого 1819 році в Неаполі Персі Шеллі зареєстрував як свою дитину від Мері Шеллі двохмісячну дівчинку на ім'я Елена Аделаїда Шеллі. Фоггі також стверджували, що Клер Клермонт була матір'ю цієї дитини. Біографи пропонували різні інтерпретації цих подій: що Персі Шеллі вирішив усиновити місцеву дитину, що дитина була його від Еліс, Клер, або невідомої жінки; або що вона була дитиною Еліс від Байрона. Мері Шеллі наполягала, що вона б знала, якби Клер була вагітна, але незрозуміло, наскільки вона справді знала. Події в Неаполі, місті, яке Мері Шеллі пізніше назвали раєм, населеним чортами, досі оповиті таємницею. Єдина визначеність полягає в тому, що вона сама не була матір'ю дитини. Елена Аделаїда Шеллі померла в Неаполі 9 червня 1820 року.
Покинувши Неаполь, Шеллі оселилися в Римі, місті, де Персі написав, де «the meanest streets were strewed with truncated columns, broken capitals…and sparkling fragments of granite or porphyry…The voice of dead time, in still vibrations, is breathed from these dumb things, animated and glorified as they were by man». Рим надихнув Мері почати писати незакінчений роман Валеріус, римлянин, що ожив, де однойменний герой чинить опір занепаду Риму та підступам «забобонного» католицизму. Написання роману перервалось, коли її син Вільям помер від малярії. Шеллі з гіркотою зазначила, що вона приїхала в Італію, щоб поліпшити здоров'я свого чоловіка, а замість цього італійський клімат тільки вбив двох її дітей. Це змусило її написати: «Щоб ти моя дорога Маріанна ніколи не могла знати, що таке втратити двох єдиних і прекрасних дітей за один рік — бачити як вони вмирають — і тоді, нарешті, залишитися назавжди бездітною і нещасною». , Щоб впоратися зі своїм горем, Шеллі написала новелу The Fields of Fancy, which became Matilda dealing with a young woman whose beauty inspired incestuous love in her father, who ultimately commits suicide to stop himself from acting on his passion for his daughter, while she spends the rest of her life full of despair about «the unnatural love I had inspired». The novella offered a feminist critique of a patriarchal society as Matilda is punished in the afterlife though she did nothing to encourage her father's feelings.

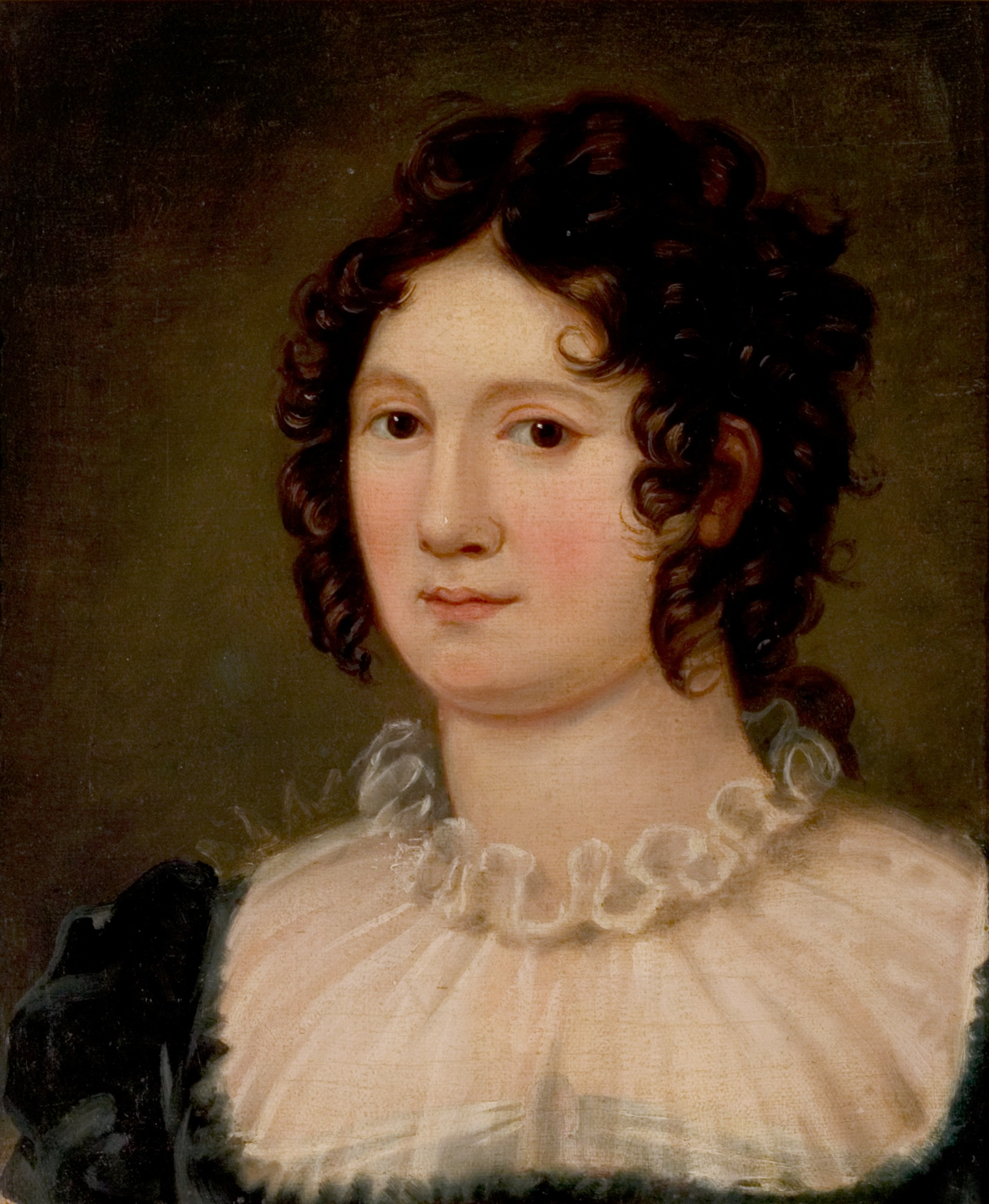
Клер Клермонт, зведена сестра Мері і коханка Лорда Байрона (портрет пензля Амелія Каррен, 1819)

Влітку 1822 року вагітна Мері переїхала разом з Персі, Клер і Джейн та Едвардом Вільямсами на ізольовану віллу Магні, на узбережжі моря, неподалік від хутора Сан-Теренцо в бухті Леричі. Як тільки вони оселилися там, Персі повідомив Клер «злі новини», що її дочка Аллегра померла від тифу в монастирі в Баньякавалло. Мері Шеллі почувала себе нещасною в тісній і віддаленій Віллі Магні, до якої вона ставилась як до підземелля. 16 червня в неї трапився викидень і вона мало не померла від втрати крові. Не чекаючи на лікаря, Персі посадив її у крижану ванну, щоб зупинити кровотечу. Пізніше лікар сказав, що це врятувало їй життя. Однак, не все гаразд було між подружжям того літа, і Персі провів більше часу з Джейн Вільямс, ніж зі своєю пригніченою і ослабленою дружиною. Більшість віршів, які Шеллі написав у Сан-Теренцо, він адресував Джейн, а не Мері.
Узбережжя дало Персі Шеллі та Едвардові Вільямсу шанс насолодитися своєю «ідеальною іграшкою для літа», новим човном. Дизайнерами човна були Деніел Робертс і Едвард Трелоні, шанувальник Байрона, який приєднався до компанії в січні 1822 року. 1 липня 1822 року Персі Шеллі, Едвард Вільямс і капітан Деніел Робертс відпливли на південь вздовж узбережжя до Ліворно. Там Персі Шеллі обговорив з Байроном і Лі Гантом запуск радикального журналу під назвою The Liberal. 8 липня він і Едвард Вільямс вирушили у зворотний шлях у Лерічі зі своїм вісімнадцятирічним boatboy, Чарлзом Вівіаном. Вони не досягли своєї мети. Прийшов лист на віллу Магні від Ганта на адресу Персі Шеллі, від 8 липня, в якому той писав: «благаю, напишіть розкажіть, як ви повернулися додому, кажуть, що у вас була погана погода після того, як ви відбули в понеділок, і ми стривожені». "Аркуш випав у мене з рук," — розповідала Мері пізніше подрузі, — «Я вся здригнулась.» Вона і Джейн Вільямс відчайдушно кинулися в Ліворно, а потім в Пізу даремно сподіваючись, що їхні чоловіки були ще живі. Через десять днів після шторму три тіла викинуло на узбережжя неподалік від В'яреджо, на півдорозі між Ліворно і В'яреджо. Трелоні, Байрон і Гант кремували труп Персі Шеллі на пляжі у В'яреджо.

### Повернення в Англію і письменницька кар'єра
— William Godwin to Mary Shelley
Після смерті чоловіка Мері Шеллі прожила рік з Лі Гантом і його сім'єю в Генуї, де вона часто бачила Байрона і переписувала його вірші. Вона вирішила заробляти письменницькою працею на себе і сина, але її фінансове становище було нестійким. 23 липня 1823 вона вирішила з Генуї в Англію і залишалася з батьком і мачухою в Стренді, поки маленький аванс від її свекра не дозволив їй оселитися поблизу. Сер Тімоті Шеллі спочатку погодився підтримати свого онука, Персі Флоренса, але тільки якщо його передадуть опікунові. Мері Шеллі одразу ж відкинула цю ідею. Замість цього їй вдалося добитися від сера Тімоті обмежене щорічне утримання (яке вона повинна була повернути, коли Персі Флоренс успадкує маєток), але до кінця своїх днів він відмовлявся зустрітися з нею особисто і спілкувався тільки через адвокатів. Мері Шеллі поралася з редагуванням віршів чоловіка, серед інших літературних починань, але неспокій за сина обмежив її можливості. Сер Тімоті пригрозив зупинити допомогу, якщо будь-що з життєпису поета буде опубліковано. 1826 року Персі Флоренс Шеллі став законним спадкоємцем майна після смерті Карла Шеллі, свого брата по батькові від Гаррієт Шеллі. Сер Тімоті підняв Мері утримання від £100 на рік до 250 фунтів, але не пом'якшив свого ставлення. Мері Шеллі насолоджувалася живим товариством навколо Вільяма Ґодвіна, але бідність не дозволяла їй спілкуватися, як вона того бажала. Вона також відчувала на собі остракізм тих, хто, подібно до сера Тімоті, як і раніше не схвалював її стосунків з Персі Біші Шеллі.
Влітку 1824 року Мері Шеллі переїхала до Кентіш-Таун на півночі Лондона, щоб бути поряд з Джейн Вільямс. Можливо, вона була, за словами її біографині Мюріел Спарк, «трохи закохана» в Джейн. Джейн пізніше розчарувала її, поширюючи плітки, що Персі віддав перевагу їй перед Мері, через неспроможність тої як дружини. Приблизно в цей час Мері Шеллі працювала над романом Остання людина (1826); і вона допомагала низці друзів, які писали мемуари про Байрона і Персі Шеллі — її перша спроба увічнити пам'ять про свого чоловіка. Вона також познайомилася з американським актором Джоном Говардом Пейном і американським письменником Вашингтоном Ірвінгом, які зацікавили її. Пейн закохався в неї і 1826 року попросив її вийти за нього заміж. Вона відмовилася, сказавши, що після того, як була замужем за одним генієм, може вийти тільки за іншого. Пейн прийняв відмову і безуспішно пробував умовити свого друга Ірвінга, щоб той запропонував себе. Мері Шеллі була в курсі планів Пейна, але невідомо наскільки серйозно їх сприймала.

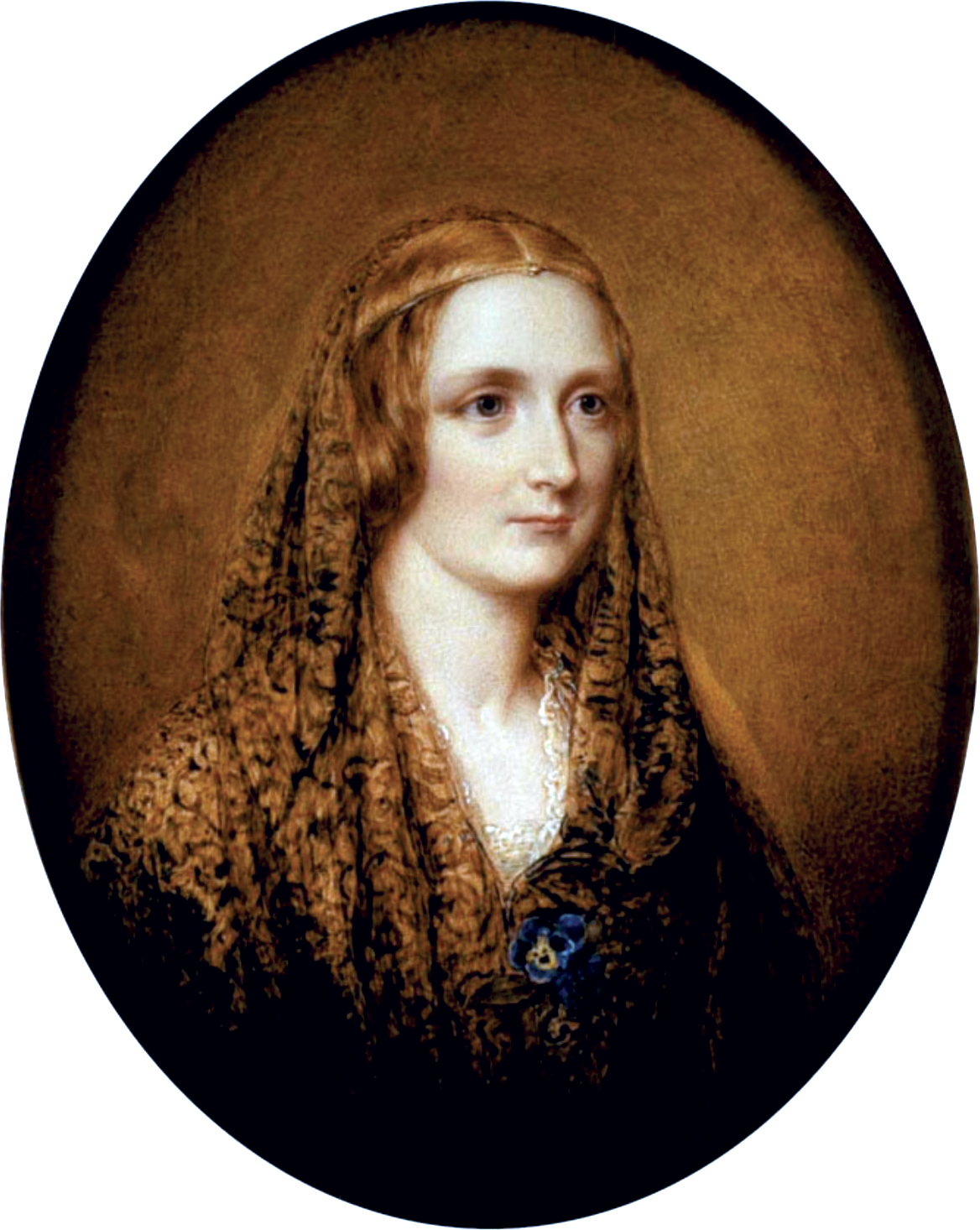
Мініатюрна Мері Шеллі пензля Реджинальд Істона, нібито змальована з її посмертної маски (бл. 1857).

1827 року Мері Шеллі стала учасницею схеми, що дозволила її подрузі, Ізабель Робінсон, та коханці Ізабель, Мері Діані Додз, яка писала під ім'ям Девід Ліндсей, розпочати спільне життя у Франції як чоловік і дружина. З допомогою Пейна, якому вона не розповідала про подробиці, Мері Шеллі дістала фальшиві паспорти для пари. 1828 року під час поїздки до Парижа вона захворіла на віспу. Через кілька тижнів вона одужала, без жодного шраму, але позбавлена своєї дівочої краси.
У період 1827-40 років Мері Шеллі була зайнята як редакторка та письменниця. Вона написала романи Доля Перкіна Ворбека (1830), Lodore (1835), і Фолкнер (1837). Вона написала п'ять томів Життя найвидатніших письменників і науковців з Італії, Іспанії, Португалії та Франції до Кабінетної енциклопедії Діонісіуса Ларднера. Вона також писала оповідання для дамських журналів. Досі підтримувала свого батька і вони шукали один одному видавців. 1830 року вона продала авторські права на нову версію «Франкенштейна» за £60 Генрі Колберну і Річарду Бентлі для їхньої нової серії Standard Novels. Її батько помер 1836 року, коли йому було 80. Мері почала збирати його листи і мемуари для публікації, як він просив у своєму заповіті; але після двох років роботи відмовилася від проекту. Упродовж цього періоду вона також пропагувала поезію Персі Шеллі, просуваючи її публікації і цитуючи її у своїх власних творах. До 1837 року твори Персі були добре відомі і ними все більше захоплювалися. Влітку 1838 року Едвард Моксон, видавець Теннісона і зять Чарлз Лема запропонували опублікувати зібрання творів Персі Шеллі. Мері отримала 500 фунтів за редагування Поетичних творів (1838), які, за наполяганням сера Тімоті, не повинні були містити життєпис. Втім, Мері знайшла спосіб, як розповісти про життя Персі: вона включала великі біографічні нотатки до віршів.
Шеллі продовжувала практикувати феміністські принципи своєї матері, надаючи допомогу жінкам, яких суспільство не схвалювало. Наприклад, Шеллі надавала фінансову допомогу Діані Мері Додз, матері-одиначці і самій незаконнонародженій, яка виявилася лесбійкою, давши їй нову особистість Ізабель Робінсон, дружина фіктивного Волтера Шолто Дугласа. Шеллі також допомагала Джорджіані Пол, яку чоловік позбавив засобів для існування нібито через перелюбство. Шеллі у своєму щоденнику про свою допомогу останній писала: «Я не хвалюся і не кажу вголос — ось моя великодушність і велич розуму — по правді, оскільки я просто просто дію по справедливості — тож мене ганьблять за те, що і просто земна».
Мері Шеллі продовжувала розглядати потенційних романтичних партнерів з обережністю. 1828 року вона познайомилася і фліртувала з французьким письменником Проспером Меріме, але єдиний її збережений лист до нього здається заперечною відповіддю на його визнання в коханні. Вона зраділа, коли її старий друг з Італії, Едвард Трелоні, повернувся до Англії, й у своїх листах вони жартували про шлюб. Однак їхня дружба постраждала після її відмови співпрацювати над життєписом Персі Шеллі, який він запропонував; а пізніше він сердито відреагував на те, що вона не включила атеїстичний розділ поеми Королева Маб у збірку віршів Персі Шеллі. Непрямі посилання в щоденниках від початку 1830-х років до початку 1840-х років наштовхують на думку, що Мері Шеллі мала почуття до радикального політика Обрі Боклерка, який, можливо, розчарував її, двічі одружившись з іншими.
Найбільшою турботою Мері Шеллі в ці роки був добробут Персі Флоренса. Вона виконала волю покійного чоловіка, щоб його син відвідував незалежну школу, і з неохочою допомогою сера Тімоті, влаштувала його на навчання в Герроу. Щоб уникнути інтернатних зборів, вона сама переїхала в Гарроу на Пагорбі, щоб Персі міг навчатися як денний відвідувач. Хоча Персі навчався в Триніті-коледжі (Кембридж), а також пробував себе в політиці і праві, він не виявляв жодних ознак обдарованості своїх батьків. Він присвятив себе своїй матері, і після того, як 1841 року залишив університет, приїхав, щоб жити з нею.

### Останні роки і смерть
У 1840 і 1842 роках мати і син подорожували разом на континент. Мері Шеллі описала ці мандрівки у Подорожах по Німеччині та Їталії (1844) 1844 року сер Тімоті Шеллі нарешті помер у віці дев'яноста років «Впав зі стебла, як квітка, що перецвіла», за словами Мері. Уперше вона та її син були фінансово незалежні, хоча майно виявилося менш цінним, ніж вони сподівалися..

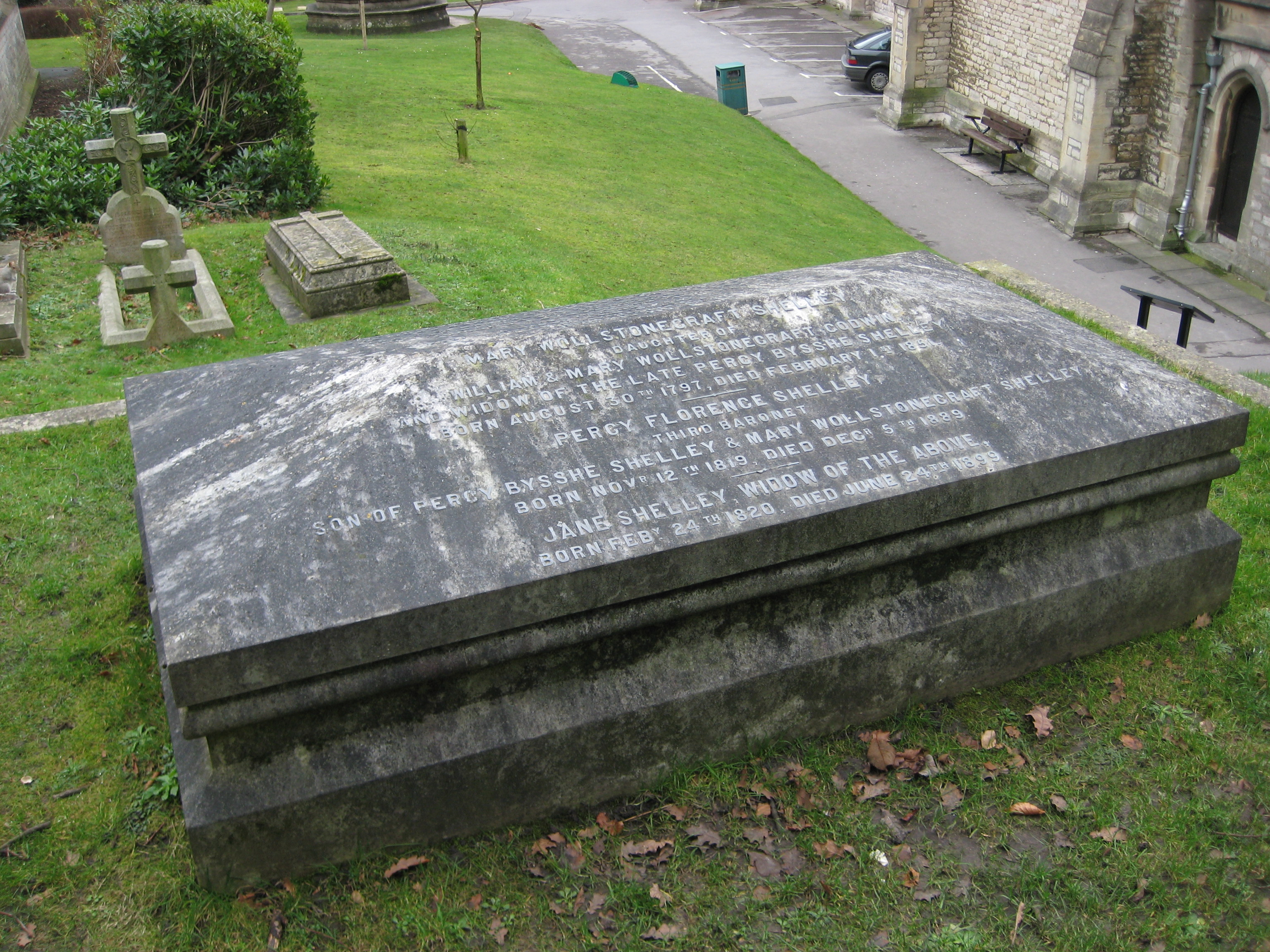
Для того, щоб виконати побажання Мері Шеллі, Персі Флоренс і його дружина Джейн ексгумували труни батьків Мері Шеллі й поховали їх разом з нею в Борнмуті.

У середині 1840-х років Мері Шеллі стала мішенню трьох різних шантажистів. У 1845 році, італійський політичний емігрант на ім'я Гаттескі, з яким вона познайомилась у Парижі, пригрозив опублікувати листи, які вона йому надсилала. Друг сина дав хабар начальникові поліції, щоб той відібрав документи Гаттескі, включаючи листи, які були потім знищені. Невдовзі після цього, Мері Шеллі купила кілька листів, написаних нею особисто і Персі Біші Шеллі, від людини, яка називала себе Дж. Байроном і представилась позашлюбним сином покійного лорда Байрона. 1845, 1845 року кузен Персі Біші Шеллі Томас Медвін підійшов до неї, стверджуючи, що написав життєпис Персі Шеллі, який може завдати шкоди. Він сказав, що він буде приховувати його в обмін на £250, але Мері Шеллі відмовилась.
У 1848 році Персі Флоренс одружився з Джейн Гібсон Сент-Джон. Шлюб виявився щасливим, а Мері Шеллі і Джейн дуже любили одна одну. Мері жила з сином і невісткою у Філд Плейс (Сассекс), в родовому домі Шеллі, а також на Честер сквер (Лондон) і супроводжувала їх під час подорожей за кордон.
Останні роки Мері Шеллі були затьмарені хворобою. З 1839, вона страждала від головних болів і нападів паралічу в частинах свого тіла, які іноді заважали їй читати і писати. Вона померла 1 лютого 1851 року в Честер-сквер у віці п'ятдесяти трьох років від того, що її лікар запідозрив як пухлину мозку. За словами Джейн Шеллі, Мері Шеллі попросила, щоб її поховали разом з матір'ю і батьком; але Персі і Джейн, вважаючи кладовище Сент-Панкрас занадто «страшним», вирішили поховати її в Церкві Святого Петра в Борнмуті, неподалік від їхнього нового будинку в Боскомбі. У першу річницю смерті Мері Шеллі, син і невістка відкрили її ящик-стіл. Всередині вони знайшли пасма волосся її мертвих дітей, блокнот, який вона ділила з Персі Біші Шеллі, та копію його вірша Adonaïs, одна сторінка якого була обгорнута навколо шовкового згортка, що містив частину його попелу і залишки серця.

## Переклади українською
- Брем Стокер; Мері Шеллі. «Граф Дракула», «Франкенштейн»: романи. Переклад з англійської: Інна Базилянська. Харків: «Школа», 2009. 528 стор. (Золота серія «Бібліотека пригод»). ISBN 978-966-429-000-2
- Франкенштайн: готичні повісті. Переклад з англійської: Наталя Тисовська, Катерина Плугатир, Антоніна Нішта. Київ: KM Books, 2010. 315 стор. (Золотий бестселер). ISBN 978-617-538-022-2
  - Роберт Луїс Стівенсон. Химерна історія доктора Джекіла і містера Гайда: роман (пер. Катерина Плугатир)
  - Мері Шеллі. Франкенштайн: роман. (пер. Антоніна Нішта)
  - Джон Вільям Полідорі. Вурдалак: оповідання. (пер. Наталя Тисовська)

* (передрук) Франкенштайн:. Переклад з англійської: Антоніна Нішта. Київ: Велмайт, 2015. 272 стор. (Класика жанру). ISBN 978-617-538-425-1

## Нотатки
1. ↑  Claire's first name was «Jane», but from 1814 (see Gittings and Manton, 22) she preferred to be called «Claire» (her second name was «Clara»), which is how she is known to history. To avoid confusion, this article calls her «Claire» throughout.
2. ↑  William St Clair, in his biography of the Godwins and the Shelleys, notes that «it is easy to forget in reading of these crises [in the lives of the Godwins and the Shelleys] how unrepresentative the references in surviving documents may be. It is easy for the biographer to give undue weight to the opinions of the people who happen to have written things down.» (246)
3. ↑  «Journal 6 December—Very Unwell. Shelley & Clary walk out, as usual, to heaps of places…A letter from Hookham to say that Harriet has been brought to bed of a son and heir. Shelley writes a number of circular letters on this event, which ought to be ushered in with ringing of bells, etc., for it is the son of his wife» (quoted in Spark, 39).
4. ↑  Sunstein speculates that Mary Shelley and Jefferson Hogg made love in April 1815. (Sunstein, 98–99)
5. ↑  The violent storms were, it is now known, a repercussion of the volcanic eruption of Mount Tambora in Indonesia the year before (Sunstein, 118). See also The Year Without a Summer.
6. ↑  Seymour argues that evidence from Polidori's diary conflicts with Mary Shelley's account of when the idea came to her (157).
7. ↑  Alba was renamed «Allegra» in 1818. (Seymour, 177)
8. ↑  At various times, the Shelleys lived at Livorno, Bagni di Lucca, Venice, Este, Naples, Rome, Florence, Pisa, Bagni di Pisa, and San Terenzo.
9. ↑  Clara died of dysentery at the age of one, and William of malaria at three and a half. (Seymour, 214, 231)
10. ↑  The Williamses were not technically married; Jane was still the wife of an army officer named Johnson.
11. ↑  Elise had been employed by Byron as Allegra's nurse. Mary Shelley stated in a letter that Elise had been pregnant by Paolo at the time, which was the reason they had married, but not that she had had a child in Naples. Elise seems to have first met Paolo only in September. See Mary Shelley's letter to Isabella Hoppner, 10 August 1821, Selected Letters, 75–79.
12. ↑  «Establishing Elena Adelaide's parentage is one of the greatest bafflements Shelley left for his biographers.» (Bieri, 106)
13. ↑  Dods, who had an infant daughter, assumed the name Walter Sholto Douglas and was accepted in France as a man.
14. ↑  Beauclerk married Ida Goring in 1838 and, after Ida's death, Mary Shelley's friend Rosa Robinson in 1841. A clear picture of Mary Shelley's relationship with Beauclerk is difficult to reconstruct from the evidence. (Seymour, 425–26)
15. ↑  According to Bieri, Medwin claimed to possess evidence relating to Naples. Medwin is the source for the theory that the child registered by Percy Shelley in Naples was his daughter by a mystery woman. See also, Journals, 249–50 n3.